# 遠山村 (長野県)
遠山村（とおやまむら）は長野県下伊那郡にあった村。現在の飯田市南端部にあたる。

## 由来
中世以来の荘園江儀遠山荘から。北条時政が地頭を務めたこともあった。

## 地理
- 山：池口岳、鶏冠山、白倉山、平森山、朝日山、熊伏山、戸倉山、黒石岳、森山
- 河川：遠山川、池口川、八重河内川、梶谷川

## 歴史
- 1955年（昭和30年）4月1日 - 和田村・八重河内村・南和田村が合併して発足。
- 1960年（昭和35年）4月1日 - 木沢村と合併して南信濃村が発足。同日遠山村廃止。
- 2005年（平成17年）10月1日 - 南信濃村が飯田市に編入。

## 交通

### 道路
- 国道152号